# 第55回スーパーボウル
第55回スーパーボウル（Super Bowl LV）は、2021年2月7日にフロリダ州タンパ・レイモンド・ジェームス・スタジアムで開催されたNFL・2020年シーズン王者を決める試合。NFC王者のタンパベイ・バッカニアーズとAFC王者のカンザスシティ・チーフスが対戦し、31対9でタンパベイ・バッカニアーズがカンザスシティ・チーフスを破った。
本大会は当初、ロサンゼルス大都市圏のカリフォルニア州イングルウッドのSoFiスタジアムで開催される予定であった。しかし、スタジアム完成が遅れる可能性が指摘され、開催までに十分な使用実績を積めない懸念が生じたため、2017年6月、前年の開催地決定時に最終選考まで争ったフロリダ州タンパ・レイモンド・ジェームス・スタジアムに開催地を変更した。
スーパーボウル開催地のチームは、過去54回で1度もスーパーボウルに進出することができず、「スーパーボウルの呪い」として語られるNFLを代表するジンクスの一つとなっていた。しかし、本大会でタンパベイ・バッカニアーズがスーパーボウル開催地のチームとして初めてスーパーボウルへの出場を果たし、ジンクスを破った。
また、スーパーボウル史上初めて女性オフィシャル（審判）サラ・トーマスがダウンジャッジとして参加した。

## 開催地決定まで

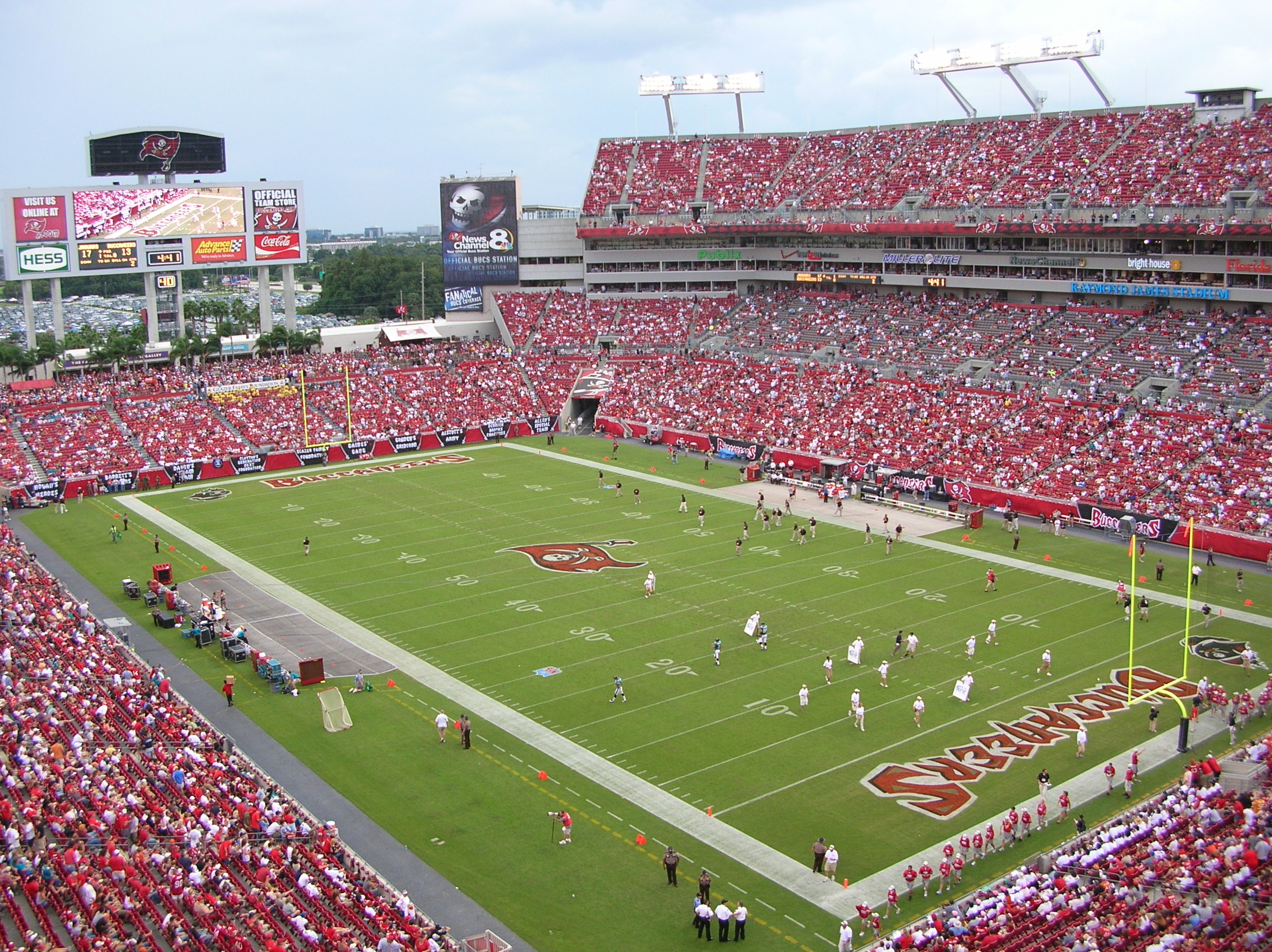
会場となったレイモンド・ジェームス・スタジアム

2016年5月にオーナー会議が行われ、投票により以下の候補地からイングルウッドで建設中のスタジアムが選ばれたが、後にスタジアムが2020年シーズン前には完成できない可能性があり、スーパーボウルの前にレギュラーシーズンで十分使用されない恐れがあることが解ったため、レイモンド・ジェームス・スタジアムに変更された。なお、新スタジアムは2020年シーズン前に完成し、開幕から使用された。
- フロリダ州タンパ・レイモンド・ジェームス・スタジアム
- カリフォルニア州イングルウッド・ソーファイ・スタジアム

同スタジアムでスーパーボウルが開催されるのは、ベン・ロスリスバーガー、トロイ・ポラマル、カート・ワーナー、ラリー・フィッツジェラルドといった選手が出場した第43回大会以来、12年ぶり3度目となる。
| 回                                 | AFC代表                      | スコア             | NFC代表                    | MVP                | MVP                      |
| タンパ・スタジアム                 | タンパ・スタジアム           | タンパ・スタジアム | タンパ・スタジアム         | タンパ・スタジアム | タンパ・スタジアム       |
| ---------------------------------- | ---------------------------- | ------------------ | -------------------------- | ------------------ | ------------------------ |
| 18                                 | ロサンゼルス・レイダース     | 38-9               | ワシントン・レッドスキンズ | RB                 | マーカス・アレン         |
| 25                                 | バッファロー・ビルズ         | 19-20              | ニューヨーク・ジャイアンツ | RB                 | オーティス・アンダーソン |
| レイモンド・ジェームス・スタジアム |                              |                    |                            |                    |                          |
| 35                                 | ボルチモア・レイブンズ       | 34-7               | ニューヨーク・ジャイアンツ | LB                 | レイ・ルイス             |
| 43                                 | ピッツバーグ・スティーラーズ | 27-23              | アリゾナ・カージナルス     | WR                 | サントニオ・ホームズ     |

   は、勝利したチーム

## 新型コロナウイルス感染症の影響

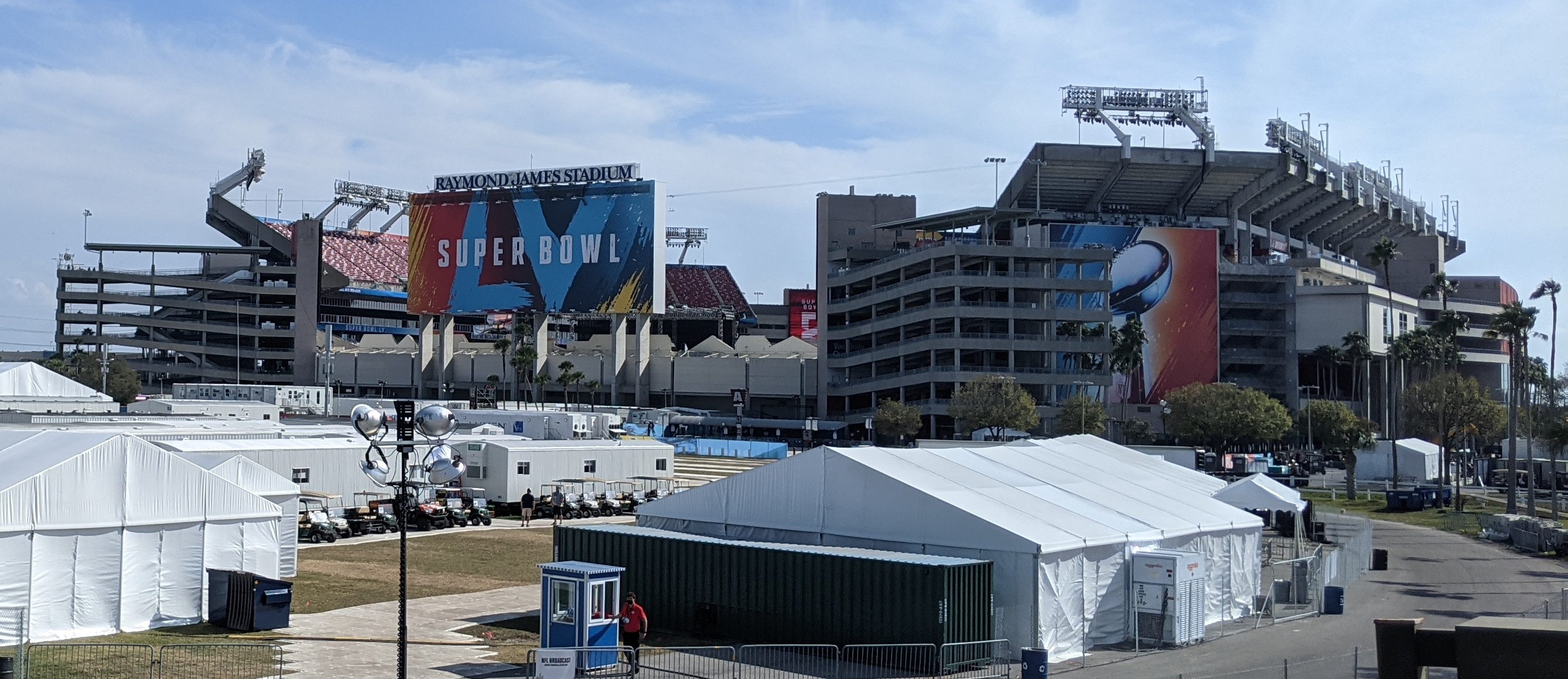
スーパーボウル一週間前のレイモンド・ジェームズ・スタジアムの様子

新型コロナウイルス感染症（COVID-19）の流行により、2020年のNFLシーズンの開始時点で、NFLはハーフタイムショーや試合での国歌の演奏など、フィールド上でのエンターテイメントを全面禁止としていた。これらは、まだ制限が残っていた場合、スーパーボウルでも禁止となる見込みであった。また、スーパーボウルの開催日程についても、レギュラーシーズンとプレーオフの延期が決まった場合、2月28日まで延期の可能性があるとしていた。
フロリダ州は10月にスポーツイベントの収容人数制限を撤廃したものの、フロリダ州を拠点とするNFLの3チーム（ドルフィンズ、バッカニアーズ、ジャガーズ）は自主的に収容人数を20〜25%と制限していた。10月下旬の時点でNFLは、スーパーボウル試合日までにより多くの収容が可能になることを期待し、20％以上の収容を見込み計画していた。
2021年1月22日、NFLはスーパーボウルでのスタジアム収容人員を全体の約3割となる22,000人に制限することを発表した。このうち、7,500人は、主にタンパと中央フロリダ地域からCOVID-19ワクチン接種の済んだ医療従事者が招待されるとした。この後、25,000人まで上限を繰り上げたものの、第55回スーパーボウルは歴代のスーパーボウルで最も観客の少ない試合となった。

## 放送
現在、スーパーボウルの放映は、FOX、NBC、CBSのローテーションで担当しており、第55回スーパーボウルの放映権は本来、NBCが担当する順番であった。しかし、アメリカでは、スポーツのビッグイベントの放映が競合することにより、テレビ局の利益を毀損し合わないように紳士協定が組まれており、その関係で、2019年3月、第55回スーパーボウルの放映権と第56回スーパーボウルの放映権をNBCとCBSの間で交換することが、NFL・NBC・CBSの三者間で合意に至った。
具体的には、同時期に開催される2022年北京オリンピック（NBCが放映権主）と第56回スーパーボウルの放映権主が異なると、スポンサー・スポーツ報道・プロモーション方法などの複雑な調整が必要となることから、放映権主を同一にする措置が採られたものである。また、CBSにとっては、隔年で放送しているNCAAファイナルフォー（ワーナーと共同）とスーパーボウルを同じ年に放送できることによるメリットがあるとされている。
テレビ番組の視聴者数を計測しているニールセンは2021年2月9日にスーパーボウルの平均視聴者数を公表し、前回を約9％下回る約9200万人を記録したこと明らかにし、過去15年で最低だったと発表した。

## 出場チーム
NFC代表・タンパベイ・バッカニアーズは第5シードからプレーオフを勝ち抜き、18年ぶり2度目の出場を決めた。前回出場は、ジョン・グルーデンHCの下、ウォーレン・サップ等の強力ディフェンス陣を擁して出場した第37回大会であるが、今大会で勝利すれば、第37回大会以来、2度目のスーパーボウル制覇となる。
AFC代表・カンザスシティ・チーフスは第1シードからプレーオフを勝ち抜き、2年連続4度目の出場を決めた。勝利すれば2年連続3度目のスーパーボウル制覇となる。
両チームがスーパーボウルで対戦するのは初めてである。なお、今シーズンは第12週に本大会と同じくバッカニアーズのホームスタジアムで対戦し、バッカニアーズのトム・ブレイディが2インターセプトを喫して、チーフスが27対24で勝利している。

### タンパベイ・バッカニアーズ

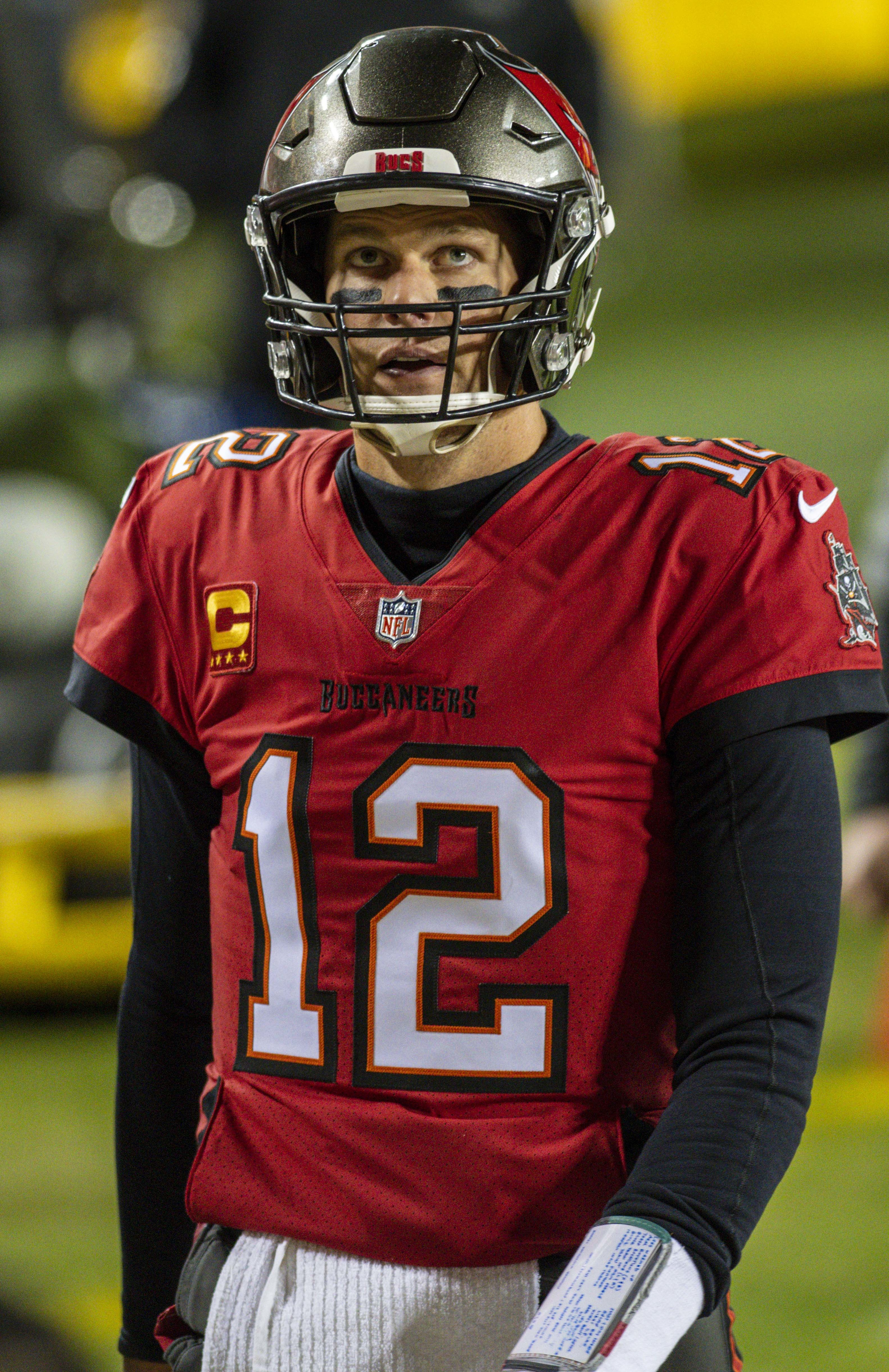
QBブレイディ

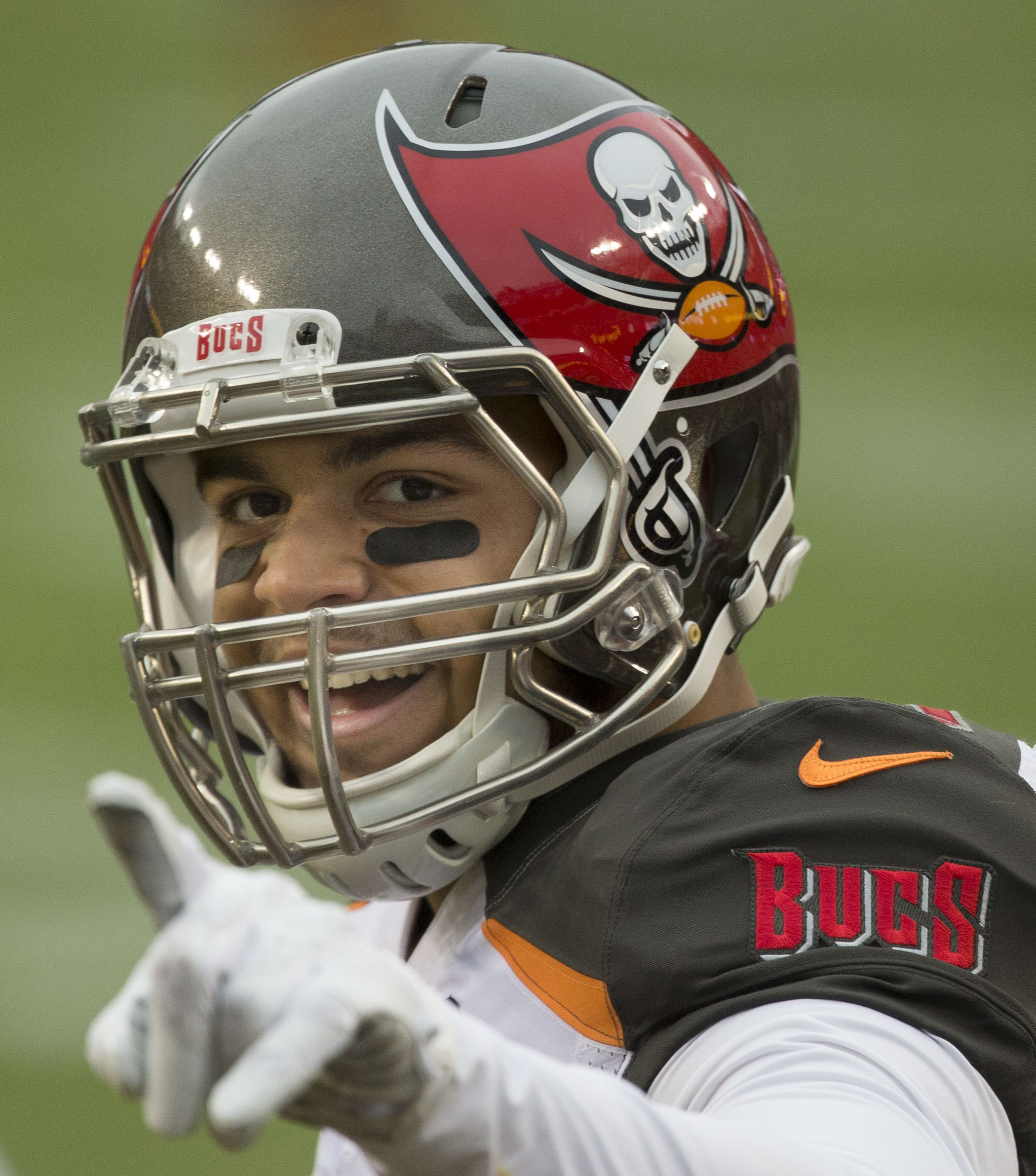
WRエバンス

1976年に新設されたバッカニアーズは、1979年から1982年の4シーズン中3シーズンでプレーオフに進出して以降、その後は長期低迷して、NFLにおいて弱小チームの代名詞となっていた。
1995年、前オーナーの死去に伴い、マルコム・グレーザーがバッカニアーズを買収すると、強いオーナーシップでチームを改造した。新スタジアム（本スーパーボウルの開催スタジアム）を建設し、ユニフォームを一新して、ヘッドコーチにディフェンスが専門であるトニー・ダンジーを招聘した。ダンジーの下、バッカニアーズはウォーレン・サップ、デリック・ブルックス、ロンデ・バーバーらを擁するリーグ屈指の強力ディフェンスのチームへと成長していった。1997年以降、プレーオフ進出の常連チームとなっていたバッカニアーズは、2002年シーズンにオフェンスが得意なジョン・グルーデンをヘッドコーチに招聘すると、レギュラーシーズンで過去最高の成績を残し、第37回スーパーボウルに初出場した。スーパーボウルではグルーデンが前年までヘッドコーチを務め、強力オフェンス陣を擁するオークランド・レイダースをバッカニアーズ守備陣が圧倒し、チーム初制覇を果たした。
しかし、スーパーボウル初制覇を果たした時点でバッカニアーズ・ディフェンスを牽引していた中心選手はベテランの域に入りつつあり、翌シーズン以降は徐々に成績を落として再び長期低迷に陥った。
2007年を最後にプレーオフ出場のなかったバッカニアーズは、2020年のこのシーズン、ニューイングランド・ペイトリオッツで6回のスーパーボウル制覇をして黄金期を築いたトム・ブレイディの獲得に成功した。ブレイディの移籍に伴い、ブレイディと共にペイトリオッツで活躍して引退していたロブ・グロンコウスキーも復帰し、チームに合流した。ペイトリオッツの黄金期を支えた2選手を獲得したバッカニアーズは2005年以来の2桁勝利となる11勝5敗の第5シードでプレーオフ進出を決めた。
プレーオフ初戦・ワイルドカード・プレーオフは、レギュラーシーズン7勝9敗の負け越しながら、NFC東地区優勝・第4シードでプレーオフ進出となったワシントン・フットボールチームとの対戦となった。ワシントンは怪我や不調でQBが定まらない状態にあり、大学を入り直して学生生活を送っていた27歳のテイラー・ハイニケと12月に急遽契約していた。ワシントンのエースQBアレックス・スミスの怪我の回復が見込めず、他のQBの成績も思わしくなかったことから、この試合の先発にハイニケが起用されることとなった。この試合、ハイニケが300ヤード以上のパスを投げる健闘をしたものの、地力で勝るバッカニアーズが勝利をした。
プレーオフ第2戦・ディビジョナル・プレーオフは、同地区で地区優勝を許したニューオーリンズ・セインツとの対戦となり、42歳ドリュー・ブリーズと43歳ブレイディのベテランQB対決となった。バッカニアーズの守備陣がブリーズから3インターセプトを奪い、チームはNFCチャンピオンシップに進出した。
NFCチャンピオンシップは、第1シードのグリーンベイ・パッカーズとの対戦となり、16年目37歳のアーロン・ロジャースと21年目43歳のブレイディのベテランQB対決となった。終盤まで接戦となったこの試合をブレイディが制し、バッカニアーズはスーパーボウルを制覇した第37回大会以来、18年ぶり2度目のスーパーボウル進出を果たした。
この出場により、スーパーボウル開催地のチームとして初のスーパーボウル進出となった。
| 年   | 成績               | NFC  | 地区 | 勝 | 敗 | 分 | 率   | Div | Con  | 平均得点 | 平均失点 |
| ---- | ------------------ | ---- | ---- | -- | -- | -- | ---- | --- | ---- | -------- | -------- |
| 2020 | スーパーボウル制覇 | 5位  | 2位  | 11 | 5  | 0  | .688 | 4-2 | 8-4  | 30.8     | 22.2     |
|      |                    |      |      |    |    |    |      |     |      |          |          |
| 2019 | レギュラー敗退     | 11位 | 3位  | 7  | 9  | 0  | .438 | 2-4 | 5-7  | 28.6     | 28.1     |
| 2018 | レギュラー敗退     | 14位 | 4位  | 5  | 11 | 0  | .313 | 4-4 | 1-7  | 24.8     | 29.0     |
| 2017 | レギュラー敗退     | 14位 | 4位  | 5  | 11 | 0  | .313 | 1-5 | 3-9  | 20.9     | 23.9     |
| 2016 | レギュラー敗退     | 7位  | 2位  | 9  | 7  | 0  | .563 | 4-2 | 7-5  | 22.1     | 23.1     |
| 2015 | レギュラー敗退     | 14位 | 4位  | 6  | 10 | 0  | .375 | 3-3 | 5-7  | 21.4     | 26.1     |
| 2014 | レギュラー敗退     | 16位 | 4位  | 2  | 14 | 0  | .125 | 0-6 | 1-11 | 17.3     | 25.6     |
| 2013 | レギュラー敗退     | 15位 | 4位  | 4  | 12 | 0  | .250 | 1-5 | 2-10 | 18.0     | 24.3     |
| 2012 | レギュラー敗退     | 13位 | 4位  | 7  | 9  | 0  | .438 | 3-3 | 4-8  | 24.3     | 24.6     |
| 2011 | レギュラー敗退     | 14位 | 4位  | 4  | 12 | 0  | .250 | 2-4 | 3-9  | 17.9     | 30.9     |
| 2010 | レギュラー敗退     | 8位  | 3位  | 10 | 6  | 0  | .625 | 3-3 | 8-4  | 21.4     | 19.9     |

### カンザスシティ・チーフス

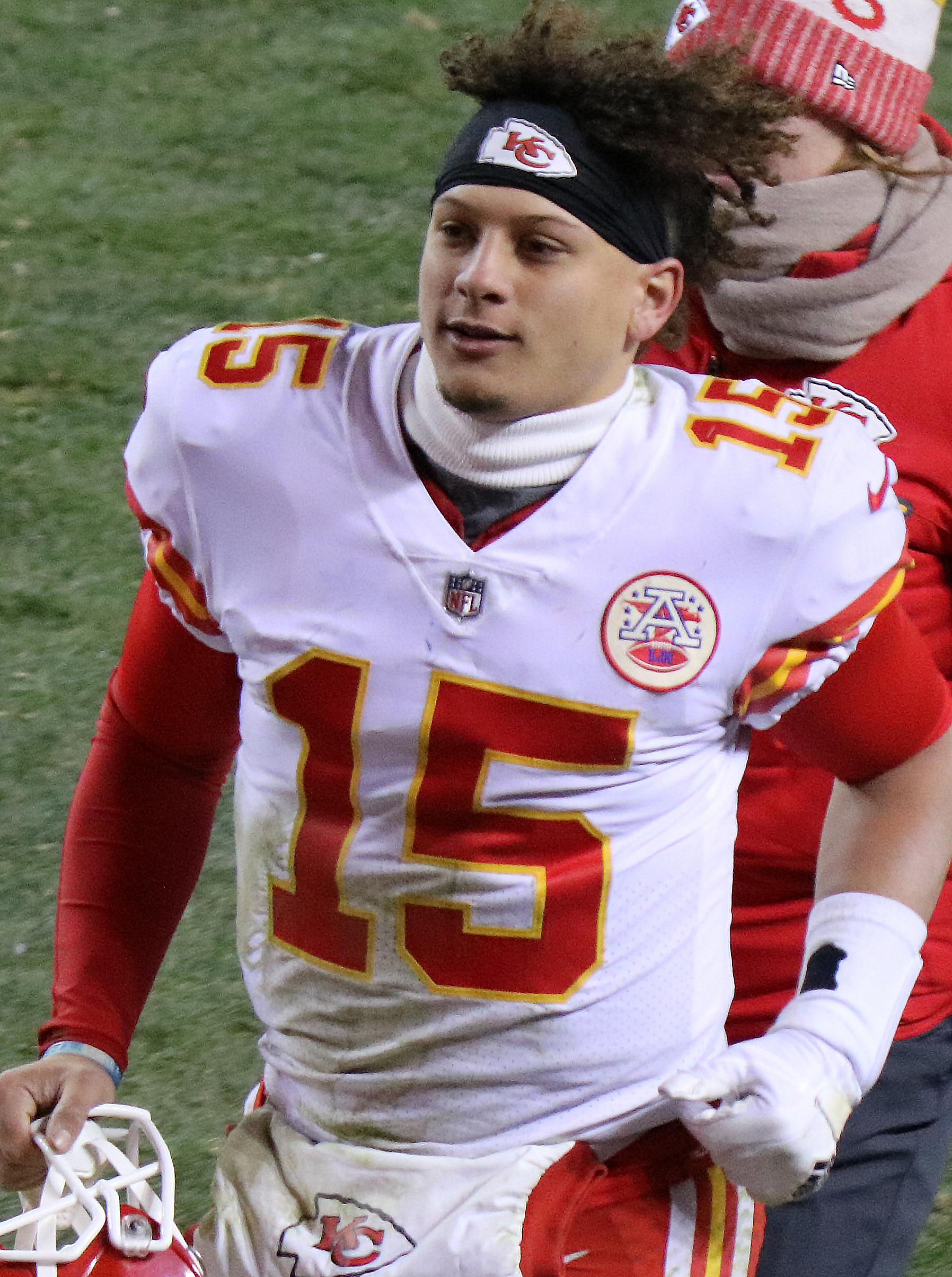
QBマホームズ

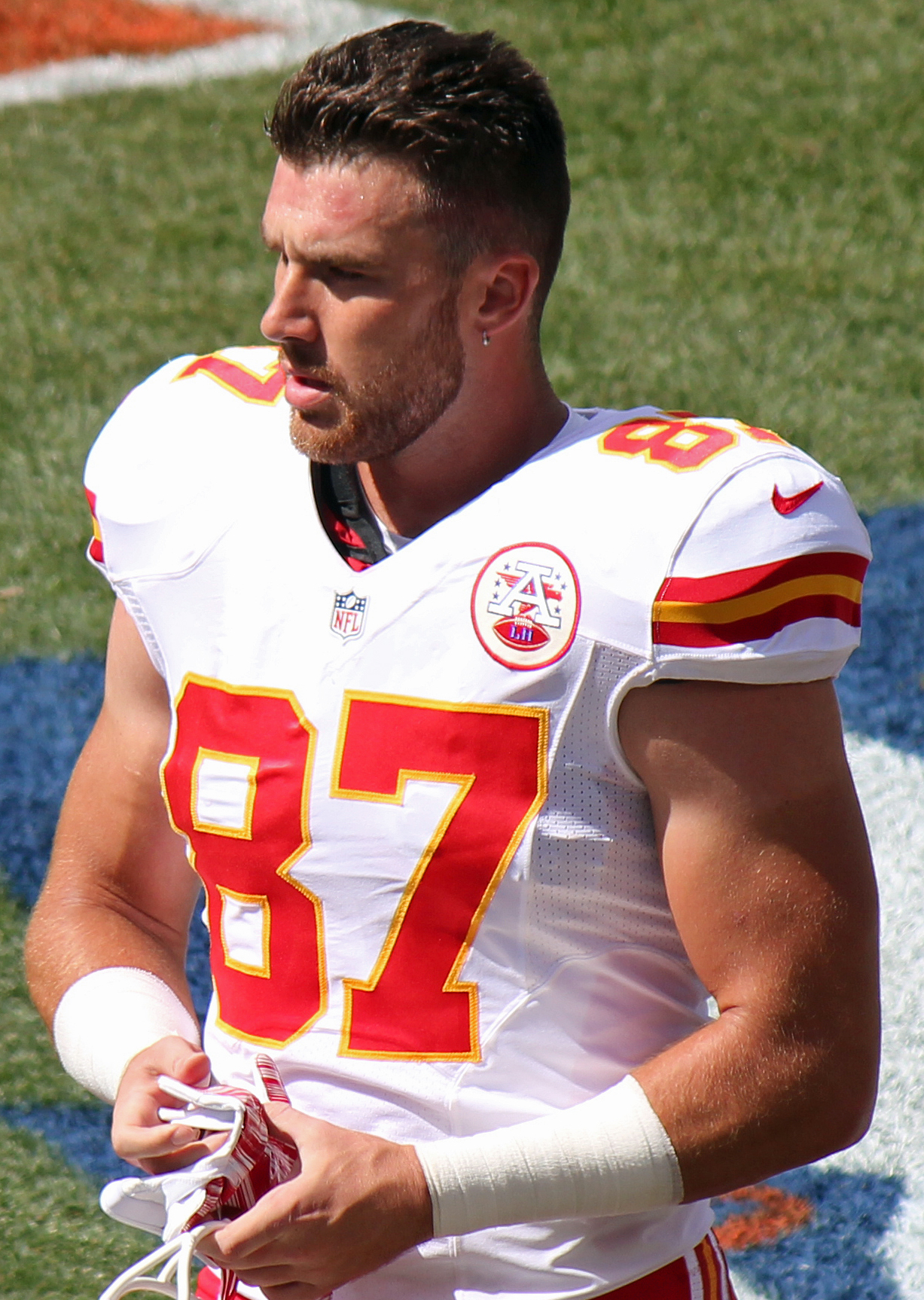
TEケルシー

前年50年ぶりにスーパーボウル制覇をしたチーフスは、このシーズンもQBパトリック・マホームズ、WRタイリーク・ヒル、TEトラビス・ケルシーという強力オフェンス陣は健在で1試合平均30得点近くを奪い、レギュラーシーズンを14勝2敗、AFC第1シードでプレーオフに進出した。
プレーオフ初戦となったディビジョナル・プレーオフは、2018年ドラフト全米1位指名のQBベイカー・メイフィールド率いるクリーブランド・ブラウンズとの対戦となった。試合はチーフスが序盤から得点を重ねてリードを広げ、危なげなく勝利をするものと思われた。しかし、第3Q中盤にタックルを受けたマホームズが脳震盪で退場すると、マホームズから交代したチャド・ヘニーがインターセプトを喫するなどして、ブラウンズに点差を詰められた。マホームズの途中交代により、チーフスは窮地に追い込まれたが、攻めの姿勢を崩さずにリードを守りきり、AFCチャンピオンシップへと駒を進めた。
AFCチャンピオンシップの対戦相手は、AFC東地区優勝で第2シードのバッファロー・ビルズとなった。ビルズは1990年シーズンから1993年シーズンにかけて、AFC4連覇を達成していたが、その後長期低迷し、27年ぶりのAFCチャンピオンシップ出場となった。ビルズが最後に出場した1993年シーズンのAFCチャンピオンシップの対戦相手は奇しくも今回と同じチーフスであり、その時はジム・ケリー率いるビルズがジョー・モンタナ率いるチーフスを30対13で破っている。この年のAFCチャンピオンシップでは、3年目24歳のビルズQBジョシュ・アレンと、前年に3年目24歳でスーパーボウルを制覇したチーフスQBマホームズの対戦が、AFCの将来の覇権を占う若手QB対決として注目された。前ラウンドで途中離脱したマホームズは、脳震盪に加え、足の指の怪我で本調子のプレーをできない状況であったが、3タッチダウンパスを決める活躍をして、ビルズを38−24で破りチームを2年連続スーパーボウルへと導いた。
| 年   | 成績               | AFC  | 地区 | 勝 | 敗 | 分 | 率   | Div | Con  | 平均得点 | 平均失点 |
| ---- | ------------------ | ---- | ---- | -- | -- | -- | ---- | --- | ---- | -------- | -------- |
| 2020 | AFC優勝/SB敗戦     | 1位  | 優勝 | 14 | 2  | 0  | .875 | 4-2 | 10-2 | 29.6     | 22.6     |
|      |                    |      |      |    |    |    |      |     |      |          |          |
| 2019 | スーパーボウル制覇 | 2位  | 優勝 | 12 | 4  | 0  | .750 | 6-0 | 9-3  | 28.2     | 19.3     |
| 2018 | AFC決勝敗退        | 1位  | 優勝 | 12 | 4  | 0  | .750 | 5-1 | 10-2 | 35.3     | 26.3     |
| 2017 | ワイルドカード敗退 | 4位  | 優勝 | 10 | 6  | 0  | .625 | 5-1 | 8-4  | 25.9     | 21.2     |
| 2016 | ディビジョナル敗退 | 2位  | 優勝 | 12 | 4  | 0  | .750 | 6-0 | 9-3  | 24.3     | 19.4     |
| 2015 | ディビジョナル敗退 | 5位  | 2位  | 11 | 5  | 0  | .688 | 5-1 | 10-2 | 25.3     | 17.7     |
| 2014 | レギュラー敗退     | 8位  | 2位  | 9  | 7  | 0  | .563 | 3-3 | 7-5  | 22.1     | 17.6     |
| 2013 | ワイルドカード敗退 | 5位  | 2位  | 11 | 5  | 0  | .688 | 2-4 | 7-5  | 26.9     | 19.1     |
| 2012 | レギュラー敗退     | 16位 | 4位  | 2  | 14 | 0  | .125 | 0-6 | 0-12 | 13.2     | 26.6     |
| 2011 | レギュラー敗退     | 11位 | 4位  | 7  | 9  | 0  | .438 | 3-3 | 4-8  | 13.3     | 21.1     |
| 2010 | ワイルドカード敗退 | 4位  | 優勝 | 10 | 6  | 0  | .625 | 2-4 | 6-6  | 22.9     | 20.4     |

| 1                                                                                | 9/13                   | at ニューオーリンズ・セインツ     | 23-34        | 0-1          |              |              |
| 2                                                                                | 9/20                   | カロライナ・パンサーズ            | 31-17        | 1-1          |              |              |
| 3                                                                                | 9/27                   | at デンバー・ブロンコス           | 28-10        | 2-1          |              |              |
| 4                                                                                | 10/4                   | ロサンゼルス・チャージャーズ      | 38-31        | 3-1          |              |              |
| 5                                                                                | 10/8                   | at シカゴ・ベアーズ               | 19-20        | 3-2          |              |              |
| 6                                                                                | 10/18                  | グリーンベイ・パッカーズ          | 38-10        | 4-2          |              |              |
| 7                                                                                | 10/25                  | at ラスベガス・レイダース         | 45-20        | 5-2          |              |              |
| 8                                                                                | 11/2                   | at ニューヨーク・ジャイアンツ     | 25-23        | 6-2          |              |              |
| 9                                                                                | 11/8                   | ニューオーリンズ・セインツ        | 3-38         | 6-3          |              |              |
| 10                                                                               | 11/15                  | at カロライナ・パンサーズ         | 46-23        | 7-3          |              |              |
| 11                                                                               | 11/23                  | ロサンゼルス・ラムズ              | 24-27        | 7-4          |              |              |
| 12                                                                               | 11/29                  | カンザスシティ・チーフス          | 24-27        | 7-5          |              |              |
| 13                                                                               | バイウィーク           | バイウィーク                      | バイウィーク | バイウィーク | バイウィーク | バイウィーク |
| 14                                                                               | 12/13                  | ミネソタ・バイキングス            | 26-14        | 8-5          |              |              |
| 15                                                                               | 12/20                  | at アトランタ・ファルコンズ       | 31-27        | 9-5          |              |              |
| 16                                                                               | 12/26                  | at デトロイト・ライオンズ         | 47-7         | 10-5         |              |              |
| 17                                                                               | 1/3                    | アトランタ・ファルコンズ          | 44-27        | 11-5         |              |              |
| プレイオフ（NFC第5シード）                                                       |                        |                                   |              |              |              |              |
| WC                                                                               | 1/9                    | at ワシントン・フットボールチーム | 31-23        |              |              |              |
| DP                                                                               | 1/17                   | at ニューオーリンズ・セインツ     | 30-20        |              |              |              |
| CC                                                                               | 1/24                   | at グリーンベイ・パッカーズ       | 31-26        |              |              |              |
| 勝利 敗戦 at：敵地での対戦                                                       |                        |                                   |              |              |              |              |
| 過去3年の戦績                                                                    |                        |                                   |              |              |              |              |
| 年                                                                               | 結果                   | 結果                              | 地区         | 勝敗         |              |              |
| 2017                                                                             | レギュラーシーズン敗退 | レギュラーシーズン敗退            | 4位          | 5-11         |              |              |
| 2018                                                                             | レギュラーシーズン敗退 | レギュラーシーズン敗退            | 4位          | 5-11         |              |              |
| 2019                                                                             | レギュラーシーズン敗退 | レギュラーシーズン敗退            | 3位          | 7-9          |              |              |
| WC：ワイルドカードプレーオフ DP：ディビジョナルプレーオフ CC：カンファレンス決勝 |                        |                                   |              |              |              |              |

| 1                                                                                | 9/10                            | ヒューストン・テキサンズ           | 34-20            | 1-0              |              |              |
| 2                                                                                | 9/20                            | at ロサンゼルス・チャージャーズ    | 23-20            | 2-0              |              |              |
| 3                                                                                | 9/28                            | at ボルチモア・レイブンズ          | 34-20            | 3-0              |              |              |
| 4                                                                                | 10/5                            | ニューイングランド・ペイトリオッツ | 26-10            | 4-0              |              |              |
| 5                                                                                | 10/11                           | ラスベガス・レイダース             | 32-40            | 4-1              |              |              |
| 6                                                                                | 10/19                           | at バッファロー・ビルズ            | 26-17            | 5-1              |              |              |
| 7                                                                                | 10/25                           | at デンバー・ブロンコス            | 43-16            | 6-1              |              |              |
| 8                                                                                | 11/1                            | ニューヨーク・ジェッツ             | 35-9             | 7-1              |              |              |
| 9                                                                                | 11/8                            | カロライナ・パンサーズ             | 33-31            | 8-1              |              |              |
| 10                                                                               | バイウィーク                    | バイウィーク                       | バイウィーク     | バイウィーク     | バイウィーク | バイウィーク |
| 11                                                                               | 11/22                           | at ラスベガス・レイダース          | 35-31            | 9-1              |              |              |
| 12                                                                               | 11/29                           | at タンパベイ・バッカニアーズ      | 27-24            | 10-1             |              |              |
| 13                                                                               | 12/6                            | デンバー・ブロンコス               | 22-16            | 11-1             |              |              |
| 14                                                                               | 12/13                           | at マイアミ・ドルフィンズ          | 33-37            | 12-1             |              |              |
| 15                                                                               | 12/20                           | at ニューオーリンズ・セインツ      | 32-29            | 13-1             |              |              |
| 16                                                                               | 12/27                           | アトランタ・ファルコンズ           | 17-14            | 14-1             |              |              |
| 17                                                                               | 1/3                             | ロサンゼルス・チャージャーズ       | 21-38            | 14-2             |              |              |
| プレイオフ（AFC第1シード）                                                       |                                 |                                    |                  |                  |              |              |
| WC                                                                               | シードにより免除                | シードにより免除                   | シードにより免除 | シードにより免除 |              |              |
| DP                                                                               | 1/17                            | クリーブランド・ブラウンズ         | 22-17            |                  |              |              |
| CC                                                                               | 1/24                            | バッファロー・ビルズ               | 38-24            |                  |              |              |
| 勝利 敗戦 at：敵地での対戦                                                       |                                 |                                    |                  |                  |              |              |
| 過去3年の戦績                                                                    |                                 |                                    |                  |                  |              |              |
| 年                                                                               | 結果                            | 結果                               | 地区             | 勝敗             |              |              |
| 2017                                                                             | WC敗退（第4シード）             | WC敗退（第4シード）                | 優勝             | 10-6             |              |              |
| 2018                                                                             | CC敗退（第1シード）             | CC敗退（第1シード）                | 優勝             | 12-4             |              |              |
| 2019                                                                             | スーパーボウル制覇（第2シード） | スーパーボウル制覇（第2シード）    | 優勝             | 12-4             |              |              |
| WC：ワイルドカードプレーオフ DP：ディビジョナルプレーオフ CC：カンファレンス決勝 |                                 |                                    |                  |                  |              |              |

## エンターテイメント

### 試合前
H.E.R.が愛国歌・アメリカ・ザ・ビューティフルを歌い、エリック・チャーチとジャズミン・サリヴァンがカントリー調にアレンジされたアメリカ国歌を斉唱した。
国歌斉唱が終了するタイミングでスタジアム上空を飛行機が通過するフライオーバーは、エルスワース空軍基地所属のB-1、ホワイトマン空軍基地所属のB-2及びマイノット空軍基地所属のB-52爆撃機によって行われた。設計番号を足すと55(1+2+52)となり、第55回を記念しての演出であった。

### ハーフタイムショー
ハーフタイムショーは、ザ・ウィークエンドがパフォーマンスを行った。

## 試合経過
| \| 開始 \| 開始 \| 開始 \| ボール保持 \| ドライブ \| ドライブ \| TOP \| 結果 \| 得点内容 \| 得点内容 \| 得点内容 \| 得点 \| 得点 \| \| Q \| 時間 \| 地点 \| ボール保持 \| P \| yd \| TOP \| 結果 \| yd \| 得点者 \| PAT \| チーフス \| バッカニアーズ \| \| ------------------------------------------------------------------------------------------------------------------------------- \| ------------------------------------------------------------------------------------------------------------------------------- \| ------------------------------------------------------------------------------------------------------------------------------- \| ------------------------------------------------------------------------------------------------------------------------------- \| ------------------------------------------------------------------------------------------------------------------------------- \| ------------------------------------------------------------------------------------------------------------------------------- \| ------------------------------------------------------------------------------------------------------------------------------- \| ------------------------------------------------------------------------------------------------------------------------------- \| ------------------------------------------------------------------------------------------------------------------------------- \| ------------------------------------------------------------------------------------------------------------------------------- \| ------------------------------------------------------------------------------------------------------------------------------- \| -------- \| -------------- \| \| 1 \| 15:00 \| 自陣23 \| バッカニアーズ \| 3 \| 4 \| 1:27 \| パント \| — \| — \| — \| — \| — \| \| 1 \| 13:33 \| 自陣33 \| チーフス \| 6 \| 16 \| 2:12 \| パント \| — \| — \| — \| — \| — \| \| 1 \| 11:21 \| 自陣20 \| バッカニアーズ \| 4 \| 9 \| 2:48 \| パント \| — \| — \| — \| — \| — \| \| 1 \| 8:33 \| 自陣26 \| チーフス \| 8 \| 31 \| 3:23 \| フィールドゴール成功 \| 49 \| バトカー \| — \| 3 \| 0 \| \| 1 \| 5:10 \| 自陣25 \| バッカニアーズ \| 8 \| 75 \| 4:33 \| タッチダウン（パス） \| 8 \| ブレイディ→グロンコウスキー \| キック成功 \| 3 \| 7 \| \| 1 \| 0:37 \| 自陣37 \| チーフス \| 3 \| 6 \| 0:47 \| パント \| — \| — \| — \| — \| — \| \| 2 \| 14:50 \| 自陣30 \| バッカニアーズ \| 9 \| 69 \| 4:00 \| 第4ダウン失敗 \| — \| — \| — \| — \| — \| \| 2 \| 10:50 \| 自陣1 \| チーフス \| 4 \| 8 \| 1:47 \| パント \| — \| — \| — \| — \| — \| \| 2 \| 9:03 \| 自陣38 \| バッカニアーズ \| 6 \| 38 \| 2:58 \| タッチダウン（パス） \| 17 \| ブレイディ→グロンコウスキー \| キック成功 \| 3 \| 14 \| \| 2 \| 6:05 \| 自陣25 \| チーフス \| 10 \| 61 \| 5:04 \| フィールドゴール成功 \| 34 \| バトカー \| — \| 6 \| 14 \| \| 2 \| 1:01 \| 自陣29 \| バッカニアーズ \| 5 \| 71 \| 0:55 \| タッチダウン（パス） \| 17 \| ブレイディ→ブラウン \| キック成功 \| 6 \| 21 \| \| 2 \| 0:06 \| 自陣25 \| チーフス \| 1 \| -1 \| 0:06 \| 前半終了 \| — \| — \| — \| — \| — \| \| 前半終了 \| \| \| \| \| \| \| \| \| \| \| \| \| \| 3 \| 15:00 \| 自陣19 \| チーフス \| 7 \| 47 \| 3:34 \| フィールドゴール成功 \| 52 \| バトカー \| — \| 9 \| 21 \| \| 3 \| 11:26 \| 自陣26 \| バッカニアーズ \| 6 \| 74 \| 3:41 \| タッチダウン（ラン） \| 27 \| フォーネット \| キック成功 \| 9 \| 28 \| \| 3 \| 7:45 \| 自陣25 \| チーフス \| 3 \| -3 \| 1:25 \| インターセプト \| — \| — \| — \| — \| — \| \| 3 \| 6:20 \| 敵陣45 \| バッカニアーズ \| 8 \| 11 \| 3:34 \| フィールドゴール成功 \| 52 \| スコップ \| — \| 9 \| 31 \| \| 3 \| 2:46 \| 自陣25 \| チーフス \| 11 \| 64 \| 4:14 \| 第4ダウン失敗 \| — \| — \| — \| — \| — \| \| 4 \| 13:32 \| 自陣12 \| バッカニアーズ \| 9 \| 42 \| 5:26 \| パント \| — \| — \| — \| — \| — \| \| 4 \| 8:06 \| 自陣8 \| チーフス \| 10 \| 65 \| 4:08 \| 第4ダウン失敗 \| — \| — \| — \| — \| — \| \| 4 \| 3:58 \| 自陣13 \| バッカニアーズ \| 3 \| 6 \| 0:28 \| パント \| — \| — \| — \| — \| — \| \| 4 \| 3:30 \| 自陣42 \| チーフス \| 9 \| 48 \| 1:57 \| インターセプト \| — \| — \| — \| — \| — \| \| 4 \| 1:33 \| 自陣20 \| バッカニアーズ \| 3 \| -2 \| 1:33 \| 試合終了 \| — \| — \| — \| — \| — \| \| P=プレー数、TOP=タイム・オブ・ポゼッション、PAT=ポイント・アフター・タッチダウン。 アメリカンフットボールの用語集 (en) も参照。 \| P=プレー数、TOP=タイム・オブ・ポゼッション、PAT=ポイント・アフター・タッチダウン。 アメリカンフットボールの用語集 (en) も参照。 \| P=プレー数、TOP=タイム・オブ・ポゼッション、PAT=ポイント・アフター・タッチダウン。 アメリカンフットボールの用語集 (en) も参照。 \| P=プレー数、TOP=タイム・オブ・ポゼッション、PAT=ポイント・アフター・タッチダウン。 アメリカンフットボールの用語集 (en) も参照。 \| P=プレー数、TOP=タイム・オブ・ポゼッション、PAT=ポイント・アフター・タッチダウン。 アメリカンフットボールの用語集 (en) も参照。 \| P=プレー数、TOP=タイム・オブ・ポゼッション、PAT=ポイント・アフター・タッチダウン。 アメリカンフットボールの用語集 (en) も参照。 \| P=プレー数、TOP=タイム・オブ・ポゼッション、PAT=ポイント・アフター・タッチダウン。 アメリカンフットボールの用語集 (en) も参照。 \| P=プレー数、TOP=タイム・オブ・ポゼッション、PAT=ポイント・アフター・タッチダウン。 アメリカンフットボールの用語集 (en) も参照。 \| P=プレー数、TOP=タイム・オブ・ポゼッション、PAT=ポイント・アフター・タッチダウン。 アメリカンフットボールの用語集 (en) も参照。 \| P=プレー数、TOP=タイム・オブ・ポゼッション、PAT=ポイント・アフター・タッチダウン。 アメリカンフットボールの用語集 (en) も参照。 \| P=プレー数、TOP=タイム・オブ・ポゼッション、PAT=ポイント・アフター・タッチダウン。 アメリカンフットボールの用語集 (en) も参照。 \| 9 \| 31 \| | | | | | | | | | | |          |                |
| 開始 | 開始 | 開始 | ボール保持 | ドライブ | ドライブ | TOP | 結果 | 得点内容 | 得点内容 | 得点内容 | 得点     | 得点           |
| Q | 時間 | 地点 | ボール保持 | P | yd | TOP | 結果 | yd | 得点者 | PAT | チーフス | バッカニアーズ |
| 1 | 15:00 | 自陣23 | バッカニアーズ | 3 | 4 | 1:27 | パント | — | — | — | —        | —              |
| 1 | 13:33 | 自陣33 | チーフス | 6 | 16 | 2:12 | パント | — | — | — | —        | —              |
| 1 | 11:21 | 自陣20 | バッカニアーズ | 4 | 9 | 2:48 | パント | — | — | — | —        | —              |
| 1 | 8:33 | 自陣26 | チーフス | 8 | 31 | 3:23 | フィールドゴール成功 | 49 | バトカー | — | 3        | 0              |
| 1 | 5:10 | 自陣25 | バッカニアーズ | 8 | 75 | 4:33 | タッチダウン（パス） | 8 | ブレイディ→グロンコウスキー | キック成功 | 3        | 7              |
| 1 | 0:37 | 自陣37 | チーフス | 3 | 6 | 0:47 | パント | — | — | — | —        | —              |
| 2 | 14:50 | 自陣30 | バッカニアーズ | 9 | 69 | 4:00 | 第4ダウン失敗 | — | — | — | —        | —              |
| 2 | 10:50 | 自陣1 | チーフス | 4 | 8 | 1:47 | パント | — | — | — | —        | —              |
| 2 | 9:03 | 自陣38 | バッカニアーズ | 6 | 38 | 2:58 | タッチダウン（パス） | 17 | ブレイディ→グロンコウスキー | キック成功 | 3        | 14             |
| 2 | 6:05 | 自陣25 | チーフス | 10 | 61 | 5:04 | フィールドゴール成功 | 34 | バトカー | — | 6        | 14             |
| 2 | 1:01 | 自陣29 | バッカニアーズ | 5 | 71 | 0:55 | タッチダウン（パス） | 17 | ブレイディ→ブラウン | キック成功 | 6        | 21             |
| 2 | 0:06 | 自陣25 | チーフス | 1 | -1 | 0:06 | 前半終了 | — | — | — | —        | —              |
| 前半終了 | | | | | | | | | | |          |                |
| 3 | 15:00 | 自陣19 | チーフス | 7 | 47 | 3:34 | フィールドゴール成功 | 52 | バトカー | — | 9        | 21             |
| 3 | 11:26 | 自陣26 | バッカニアーズ | 6 | 74 | 3:41 | タッチダウン（ラン） | 27 | フォーネット | キック成功 | 9        | 28             |
| 3 | 7:45 | 自陣25 | チーフス | 3 | -3 | 1:25 | インターセプト | — | — | — | —        | —              |
| 3 | 6:20 | 敵陣45 | バッカニアーズ | 8 | 11 | 3:34 | フィールドゴール成功 | 52 | スコップ | — | 9        | 31             |
| 3 | 2:46 | 自陣25 | チーフス | 11 | 64 | 4:14 | 第4ダウン失敗 | — | — | — | —        | —              |
| 4 | 13:32 | 自陣12 | バッカニアーズ | 9 | 42 | 5:26 | パント | — | — | — | —        | —              |
| 4 | 8:06 | 自陣8 | チーフス | 10 | 65 | 4:08 | 第4ダウン失敗 | — | — | — | —        | —              |
| 4 | 3:58 | 自陣13 | バッカニアーズ | 3 | 6 | 0:28 | パント | — | — | — | —        | —              |
| 4 | 3:30 | 自陣42 | チーフス | 9 | 48 | 1:57 | インターセプト | — | — | — | —        | —              |
| 4 | 1:33 | 自陣20 | バッカニアーズ | 3 | -2 | 1:33 | 試合終了 | — | — | — | —        | —              |
| P=プレー数、TOP=タイム・オブ・ポゼッション、PAT=ポイント・アフター・タッチダウン。 アメリカンフットボールの用語集 (en) も参照。 | P=プレー数、TOP=タイム・オブ・ポゼッション、PAT=ポイント・アフター・タッチダウン。 アメリカンフットボールの用語集 (en) も参照。 | P=プレー数、TOP=タイム・オブ・ポゼッション、PAT=ポイント・アフター・タッチダウン。 アメリカンフットボールの用語集 (en) も参照。 | P=プレー数、TOP=タイム・オブ・ポゼッション、PAT=ポイント・アフター・タッチダウン。 アメリカンフットボールの用語集 (en) も参照。 | P=プレー数、TOP=タイム・オブ・ポゼッション、PAT=ポイント・アフター・タッチダウン。 アメリカンフットボールの用語集 (en) も参照。 | P=プレー数、TOP=タイム・オブ・ポゼッション、PAT=ポイント・アフター・タッチダウン。 アメリカンフットボールの用語集 (en) も参照。 | P=プレー数、TOP=タイム・オブ・ポゼッション、PAT=ポイント・アフター・タッチダウン。 アメリカンフットボールの用語集 (en) も参照。 | P=プレー数、TOP=タイム・オブ・ポゼッション、PAT=ポイント・アフター・タッチダウン。 アメリカンフットボールの用語集 (en) も参照。 | P=プレー数、TOP=タイム・オブ・ポゼッション、PAT=ポイント・アフター・タッチダウン。 アメリカンフットボールの用語集 (en) も参照。 | P=プレー数、TOP=タイム・オブ・ポゼッション、PAT=ポイント・アフター・タッチダウン。 アメリカンフットボールの用語集 (en) も参照。 | P=プレー数、TOP=タイム・オブ・ポゼッション、PAT=ポイント・アフター・タッチダウン。 アメリカンフットボールの用語集 (en) も参照。 | 9        | 31             |

## スターティングラインアップ
| チーフス                                                | ポジション | ポジション | バッカニアーズ                              |
| オフェンス                                              | オフェンス | オフェンス | オフェンス                                  |
| ------------------------------------------------------- | ---------- | ---------- | ------------------------------------------- |
| デマーカス・ロビンソン 11 Demarcus Robinson             | WR         | WR         | マイク・エバンス 13 Mike Evans              |
| トラビス・ケルシー 87 Travis Kelce                      | TE         | TE         | ロブ・グロンコウスキー 87 Rob Gronkowski    |
| マイク・レマーズ 75 Mike Remmers                        | LT         | LT         | ドノバン・スミス 76 Donovan Smith           |
| ニック・アレグレッティ 73 Nick Allegretti               | LG         | LG         | アリ・マーペット Ali Marpet                 |
| オースティン・ライター 62 Austin Reiter                 | C          | C          | ライアン・ジェンセン Ryan Jensen            |
| ステファン・ウィズニュースキー 61 Stefen Wisniewski     | RG         | RG         | アーロン・スティニー 64 Aaron Stinnie       |
| アンドリュー・ワイリー 77 Andrew Wylie                  | RT         | RT         | トリスタン・ヴィルフス 78 Tristan Wirfs     |
| タイリーク・ヒル 10 Tyreek Hill                         | WR         | WR         | スコッティ・ミラー 10 Scotty Miller         |
| バイロン・プリングル 13 Byron Pringle                   | WR         | WR         | クリス・グッドウィン 14 Chris Godwin        |
| パトリック・マホームズ 15 Patrick Mahomes               | QB         | QB         | トム・ブレイディ 12 Tom Brady               |
| クライド・エドワーズ・ヒレアー 25 Clyde Edwards-Helaire | RB         | RB         | レナード・フォーネット 28 Leonard Fournette |
| スペシャルチーム                                        |            |            |                                             |
| ハリソン・バッカー 7 Harrison Butker                    | K          | K          | ライアン・サコップ 3 Ryan Succop            |
| トミー・タウンゼント 5 Tommy Townsend                   | P          | P          | ブラッドリー・ピニオン 8 Bradley Pinion     |

| チーフス                                     | ポジション   | ポジション   | バッカニアーズ                                            |
| ディフェンス                                 | ディフェンス | ディフェンス | ディフェンス                                              |
| -------------------------------------------- | ------------ | ------------ | --------------------------------------------------------- |
| タオン・パスノオ 92 Tanoh Kpassagnon         | LDE          | DL           | エンダムカン・スー 93 Ndamukong Suh                       |
| クリス・ジョーンズ 95 Chris Jones            | LDT          | NT           | ラキーム・ヌネズ＝ロチェス 56 Rakeem Nuñez-Roches         |
| デリック・ナディ 91 Derrick Nnadi            | RDT          | OLB          | ジェイソン・ピエールポール 90 Jason Pierre-Paul           |
| フランク・クラーク 55 Frank Clark            | RDE          | ILB          | デビン・ホワイト 45 Devin White                           |
| アンソニー・ヒッチンズ 53 Anthony Hitchens   | LB           | ILB          | ラボンテ・デービス 54 Lavonte David                       |
| デイミエン・ウイルソン 54 Damien Wilson      | LB           | OLB          | シャキール・バレット 58 Shaquil Barrett                   |
| シャーバリウス・ウォード 35 Charvarius Ward  | LCB          | LCB          | カールトン・デービス 24 Carlton Davis                     |
| バシャード・ブリーランド 21 Bashaud Breeland | RCB          | RCB          | ジャメル・ディーン 35 Jamel Dean                          |
| ルジャリアス・スニード 38 L'Jarius Sneed     | CB           | CB           | ショーン・マーフィー＝バンティング 23 Sean Murphy-Bunting |
| ダニエル・ソレンセン 49 Daniel Sorensen      | FS           | FS           | ジョーダン・ホワイトヘッド 33 Jordan Whitehead            |
| タイラン・マシュー 32 Tyrann Mathieu         | SS           | SS           | アントワン・ウィンフィールド 31 Antoine Winfield Jr.      |
| ヘッドコーチ                                 |              |              |                                                           |
| アンディ・リード Andy Reid                   | HC           | HC           | ブルース・エリアンス Bruce Arians                         |

## トーナメント表
|  |                                                  |                                                  |                                                  |                              |                                  |                                  |                                  |                            |            |    |                                  |                                  |                                  |  |  |                                           |                                           |                                           |
|  | ワイルドカード・プレーオフ                       | ワイルドカード・プレーオフ                       | ワイルドカード・プレーオフ                       |                              |                                  | ディビジョナル・プレーオフ       | ディビジョナル・プレーオフ       | ディビジョナル・プレーオフ |            |    |                                  |                                  |                                  |  |  |                                           |                                           |                                           |
|  | 2021年1月10日 ニッサン・スタジアム               | 2021年1月10日 ニッサン・スタジアム               | 2021年1月10日 ニッサン・スタジアム               |                              |                                  | 1月16日 ビルズ・スタジアム       | 1月16日 ビルズ・スタジアム       | 1月16日 ビルズ・スタジアム |            |    | 1月24日 アローヘッド・スタジアム | 1月24日 アローヘッド・スタジアム | 1月24日 アローヘッド・スタジアム |  |  | 2月7日 レイモンド・ジェームス・スタジアム | 2月7日 レイモンド・ジェームス・スタジアム | 2月7日 レイモンド・ジェームス・スタジアム |
|  | 5                                                | レイブンズ                                       | 20                                               |                              |                                  | 1月16日 ビルズ・スタジアム       | 1月16日 ビルズ・スタジアム       | 1月16日 ビルズ・スタジアム |            |    | 1月24日 アローヘッド・スタジアム | 1月24日 アローヘッド・スタジアム | 1月24日 アローヘッド・スタジアム |  |  | 2月7日 レイモンド・ジェームス・スタジアム | 2月7日 レイモンド・ジェームス・スタジアム | 2月7日 レイモンド・ジェームス・スタジアム |
|  | 5                                                | レイブンズ                                       | 20                                               |                              |                                  | 1月16日 ビルズ・スタジアム       | 1月16日 ビルズ・スタジアム       | 1月16日 ビルズ・スタジアム |            |    | 1月24日 アローヘッド・スタジアム | 1月24日 アローヘッド・スタジアム | 1月24日 アローヘッド・スタジアム |  |  | 2月7日 レイモンド・ジェームス・スタジアム | 2月7日 レイモンド・ジェームス・スタジアム | 2月7日 レイモンド・ジェームス・スタジアム |
|  | 4                                                | タイタンズ                                       | 13                                               |                              |                                  | 1月16日 ビルズ・スタジアム       | 1月16日 ビルズ・スタジアム       | 1月16日 ビルズ・スタジアム |            |    | 1月24日 アローヘッド・スタジアム | 1月24日 アローヘッド・スタジアム | 1月24日 アローヘッド・スタジアム |  |  | 2月7日 レイモンド・ジェームス・スタジアム | 2月7日 レイモンド・ジェームス・スタジアム | 2月7日 レイモンド・ジェームス・スタジアム |
|  | 4                                                | タイタンズ                                       | 13                                               |                              |                                  | 1月16日 ビルズ・スタジアム       | 1月16日 ビルズ・スタジアム       | 1月16日 ビルズ・スタジアム |            |    | 1月24日 アローヘッド・スタジアム | 1月24日 アローヘッド・スタジアム | 1月24日 アローヘッド・スタジアム |  |  | 2月7日 レイモンド・ジェームス・スタジアム | 2月7日 レイモンド・ジェームス・スタジアム | 2月7日 レイモンド・ジェームス・スタジアム |
|  | 2021年1月9日 ビルズ・スタジアム                  | 2021年1月9日 ビルズ・スタジアム                  | 2021年1月9日 ビルズ・スタジアム                  | 5                            | レイブンズ                       | 3                                |                                  |                            |            |    | 1月24日 アローヘッド・スタジアム | 1月24日 アローヘッド・スタジアム | 1月24日 アローヘッド・スタジアム |  |  | 2月7日 レイモンド・ジェームス・スタジアム | 2月7日 レイモンド・ジェームス・スタジアム | 2月7日 レイモンド・ジェームス・スタジアム |
|  | 2021年1月9日 ビルズ・スタジアム                  | 2021年1月9日 ビルズ・スタジアム                  | 2021年1月9日 ビルズ・スタジアム                  | 5                            | レイブンズ                       | 3                                |                                  |                            |            |    | 1月24日 アローヘッド・スタジアム | 1月24日 アローヘッド・スタジアム | 1月24日 アローヘッド・スタジアム |  |  | 2月7日 レイモンド・ジェームス・スタジアム | 2月7日 レイモンド・ジェームス・スタジアム | 2月7日 レイモンド・ジェームス・スタジアム |
|  | 2021年1月9日 ビルズ・スタジアム                  | 2021年1月9日 ビルズ・スタジアム                  | 2021年1月9日 ビルズ・スタジアム                  |                              | 2                                | ビルズ                           | 17                               |                            |            |    | 1月24日 アローヘッド・スタジアム | 1月24日 アローヘッド・スタジアム | 1月24日 アローヘッド・スタジアム |  |  | 2月7日 レイモンド・ジェームス・スタジアム | 2月7日 レイモンド・ジェームス・スタジアム | 2月7日 レイモンド・ジェームス・スタジアム |
|  | 2021年1月9日 ビルズ・スタジアム                  | 2021年1月9日 ビルズ・スタジアム                  | 2021年1月9日 ビルズ・スタジアム                  |                              | 2                                | ビルズ                           | 17                               |                            |            |    | 1月24日 アローヘッド・スタジアム | 1月24日 アローヘッド・スタジアム | 1月24日 アローヘッド・スタジアム |  |  | 2月7日 レイモンド・ジェームス・スタジアム | 2月7日 レイモンド・ジェームス・スタジアム | 2月7日 レイモンド・ジェームス・スタジアム |
|  | 7                                                | コルツ                                           | 24                                               | AFC                          | AFC                              | AFC                              |                                  |                            |            |    | 1月24日 アローヘッド・スタジアム | 1月24日 アローヘッド・スタジアム | 1月24日 アローヘッド・スタジアム |  |  | 2月7日 レイモンド・ジェームス・スタジアム | 2月7日 レイモンド・ジェームス・スタジアム | 2月7日 レイモンド・ジェームス・スタジアム |
|  | 7                                                | コルツ                                           | 24                                               | AFC                          | AFC                              | AFC                              |                                  |                            |            |    | 1月24日 アローヘッド・スタジアム | 1月24日 アローヘッド・スタジアム | 1月24日 アローヘッド・スタジアム |  |  | 2月7日 レイモンド・ジェームス・スタジアム | 2月7日 レイモンド・ジェームス・スタジアム | 2月7日 レイモンド・ジェームス・スタジアム |
|  | 2                                                | ビルズ                                           | 27                                               |                              | 1月17日 アローヘッド・スタジアム | 1月17日 アローヘッド・スタジアム | 1月17日 アローヘッド・スタジアム |                            |            |    | 1月24日 アローヘッド・スタジアム | 1月24日 アローヘッド・スタジアム | 1月24日 アローヘッド・スタジアム |  |  | 2月7日 レイモンド・ジェームス・スタジアム | 2月7日 レイモンド・ジェームス・スタジアム | 2月7日 レイモンド・ジェームス・スタジアム |
|  | 2                                                | ビルズ                                           | 27                                               |                              | 1月17日 アローヘッド・スタジアム | 1月17日 アローヘッド・スタジアム | 1月17日 アローヘッド・スタジアム |                            |            |    | 1月24日 アローヘッド・スタジアム | 1月24日 アローヘッド・スタジアム | 1月24日 アローヘッド・スタジアム |  |  | 2月7日 レイモンド・ジェームス・スタジアム | 2月7日 レイモンド・ジェームス・スタジアム | 2月7日 レイモンド・ジェームス・スタジアム |
|  | 2021年1月10日 ハインツ・フィールド               | 2021年1月10日 ハインツ・フィールド               | 2021年1月10日 ハインツ・フィールド               | 2                            | 1月17日 アローヘッド・スタジアム | 1月17日 アローヘッド・スタジアム | 1月17日 アローヘッド・スタジアム | ビルズ                     | 24         |    |                                  |                                  |                                  |  |  | 2月7日 レイモンド・ジェームス・スタジアム | 2月7日 レイモンド・ジェームス・スタジアム | 2月7日 レイモンド・ジェームス・スタジアム |
|  | 2021年1月10日 ハインツ・フィールド               | 2021年1月10日 ハインツ・フィールド               | 2021年1月10日 ハインツ・フィールド               | 2                            | 1月17日 アローヘッド・スタジアム | 1月17日 アローヘッド・スタジアム | 1月17日 アローヘッド・スタジアム | ビルズ                     | 24         |    |                                  |                                  |                                  |  |  | 2月7日 レイモンド・ジェームス・スタジアム | 2月7日 レイモンド・ジェームス・スタジアム | 2月7日 レイモンド・ジェームス・スタジアム |
|  | 2021年1月10日 ハインツ・フィールド               | 2021年1月10日 ハインツ・フィールド               | 2021年1月10日 ハインツ・フィールド               |                              | 1月17日 アローヘッド・スタジアム | 1月17日 アローヘッド・スタジアム | 1月17日 アローヘッド・スタジアム | 1                          | チーフス   | 38 |                                  |                                  |                                  |  |  | 2月7日 レイモンド・ジェームス・スタジアム | 2月7日 レイモンド・ジェームス・スタジアム | 2月7日 レイモンド・ジェームス・スタジアム |
|  | 2021年1月10日 ハインツ・フィールド               | 2021年1月10日 ハインツ・フィールド               | 2021年1月10日 ハインツ・フィールド               |                              | 1月17日 アローヘッド・スタジアム | 1月17日 アローヘッド・スタジアム | 1月17日 アローヘッド・スタジアム | 1                          | チーフス   | 38 |                                  |                                  |                                  |  |  | 2月7日 レイモンド・ジェームス・スタジアム | 2月7日 レイモンド・ジェームス・スタジアム | 2月7日 レイモンド・ジェームス・スタジアム |
|  | 2021年1月10日 ハインツ・フィールド               | 2021年1月10日 ハインツ・フィールド               | 2021年1月10日 ハインツ・フィールド               | AFCチャンピオンシップ        | 1月17日 アローヘッド・スタジアム | 1月17日 アローヘッド・スタジアム | 1月17日 アローヘッド・スタジアム |                            |            |    |                                  |                                  |                                  |  |  | 2月7日 レイモンド・ジェームス・スタジアム | 2月7日 レイモンド・ジェームス・スタジアム | 2月7日 レイモンド・ジェームス・スタジアム |
|  | 2021年1月10日 ハインツ・フィールド               | 2021年1月10日 ハインツ・フィールド               | 2021年1月10日 ハインツ・フィールド               |                              | 1月17日 アローヘッド・スタジアム | 1月17日 アローヘッド・スタジアム | 1月17日 アローヘッド・スタジアム |                            |            |    |                                  |                                  |                                  |  |  | 2月7日 レイモンド・ジェームス・スタジアム | 2月7日 レイモンド・ジェームス・スタジアム | 2月7日 レイモンド・ジェームス・スタジアム |
|  | 2021年1月10日 ハインツ・フィールド               | 2021年1月10日 ハインツ・フィールド               | 2021年1月10日 ハインツ・フィールド               | 1月24日 ランボー・フィールド | 1月17日 アローヘッド・スタジアム | 1月17日 アローヘッド・スタジアム | 1月17日 アローヘッド・スタジアム |                            |            |    |                                  |                                  |                                  |  |  | 2月7日 レイモンド・ジェームス・スタジアム | 2月7日 レイモンド・ジェームス・スタジアム | 2月7日 レイモンド・ジェームス・スタジアム |
|  | 6                                                | ブラウンズ                                       | 48                                               |                              | 1月17日 アローヘッド・スタジアム | 1月17日 アローヘッド・スタジアム | 1月17日 アローヘッド・スタジアム |                            |            |    |                                  |                                  |                                  |  |  | 2月7日 レイモンド・ジェームス・スタジアム | 2月7日 レイモンド・ジェームス・スタジアム | 2月7日 レイモンド・ジェームス・スタジアム |
|  | 6                                                | ブラウンズ                                       | 48                                               | 6                            | ブラウンズ                       | 17                               |                                  |                            |            |    |                                  |                                  |                                  |  |  | 2月7日 レイモンド・ジェームス・スタジアム | 2月7日 レイモンド・ジェームス・スタジアム | 2月7日 レイモンド・ジェームス・スタジアム |
|  | 3                                                | スティーラーズ                                   | 37                                               | 6                            | ブラウンズ                       | 17                               |                                  |                            |            |    |                                  |                                  |                                  |  |  | 2月7日 レイモンド・ジェームス・スタジアム | 2月7日 レイモンド・ジェームス・スタジアム | 2月7日 レイモンド・ジェームス・スタジアム |
|  | 3                                                | スティーラーズ                                   | 37                                               | 1                            | チーフス                         | 22                               |                                  |                            |            |    |                                  |                                  |                                  |  |  | 2月7日 レイモンド・ジェームス・スタジアム | 2月7日 レイモンド・ジェームス・スタジアム | 2月7日 レイモンド・ジェームス・スタジアム |
|  | 2021年1月9日 フェデックスフィールド              |                                                  |                                                  | 1                            | チーフス                         | 22                               |                                  |                            |            |    |                                  |                                  |                                  |  |  | 2月7日 レイモンド・ジェームス・スタジアム | 2月7日 レイモンド・ジェームス・スタジアム | 2月7日 レイモンド・ジェームス・スタジアム |
|  | 1月17日 メルセデス・ベンツ・スーパードーム       |                                                  |                                                  |                              |                                  |                                  |                                  |                            |            |    |                                  |                                  |                                  |  |  | 2月7日 レイモンド・ジェームス・スタジアム | 2月7日 レイモンド・ジェームス・スタジアム | 2月7日 レイモンド・ジェームス・スタジアム |
|  |                                                  |                                                  |                                                  |                              |                                  |                                  |                                  |                            |            |    |                                  |                                  |                                  |  |  | 2月7日 レイモンド・ジェームス・スタジアム | 2月7日 レイモンド・ジェームス・スタジアム | 2月7日 レイモンド・ジェームス・スタジアム |
|  |                                                  |                                                  |                                                  |                              |                                  |                                  |                                  |                            |            |    |                                  |                                  |                                  |  |  | 2月7日 レイモンド・ジェームス・スタジアム | 2月7日 レイモンド・ジェームス・スタジアム | 2月7日 レイモンド・ジェームス・スタジアム |
|  |                                                  |                                                  |                                                  |                              |                                  |                                  |                                  |                            |            |    |                                  |                                  |                                  |  |  | 2月7日 レイモンド・ジェームス・スタジアム | 2月7日 レイモンド・ジェームス・スタジアム | 2月7日 レイモンド・ジェームス・スタジアム |
|  | A1                                               | チーフス                                         | 9                                                |                              |                                  |                                  |                                  |                            |            |    |                                  |                                  |                                  |  |  |                                           |                                           |                                           |
|  | A1                                               | チーフス                                         | 9                                                |                              |                                  |                                  |                                  |                            |            |    |                                  |                                  |                                  |  |  |                                           |                                           |                                           |
|  |                                                  | N5                                               | バッカニアーズ                                   | 31                           |                                  |                                  |                                  |                            |            |    |                                  |                                  |                                  |  |  |                                           |                                           |                                           |
|  |                                                  | N5                                               | バッカニアーズ                                   | 31                           |                                  |                                  |                                  |                            |            |    |                                  |                                  |                                  |  |  |                                           |                                           |                                           |
|  | 5                                                | バッカニアーズ                                   | 31                                               | 第55回スーパーボウル         | 第55回スーパーボウル             | 第55回スーパーボウル             |                                  |                            |            |    |                                  |                                  |                                  |  |  |                                           |                                           |                                           |
|  | 5                                                | バッカニアーズ                                   | 31                                               | 第55回スーパーボウル         | 第55回スーパーボウル             | 第55回スーパーボウル             |                                  |                            |            |    |                                  |                                  |                                  |  |  |                                           |                                           |                                           |
|  | 4                                                | ワシントン                                       | 23                                               | 第55回スーパーボウル         | 第55回スーパーボウル             | 第55回スーパーボウル             |                                  |                            |            |    |                                  |                                  |                                  |  |  |                                           |                                           |                                           |
|  | 4                                                | ワシントン                                       | 23                                               | 第55回スーパーボウル         | 第55回スーパーボウル             | 第55回スーパーボウル             |                                  |                            |            |    |                                  |                                  |                                  |  |  |                                           |                                           |                                           |
|  | 2021年1月10日 メルセデス・ベンツ・スーパードーム | 2021年1月10日 メルセデス・ベンツ・スーパードーム | 2021年1月10日 メルセデス・ベンツ・スーパードーム | 5                            | バッカニアーズ                   | 30                               |                                  |                            |            |    |                                  |                                  |                                  |  |  |                                           |                                           |                                           |
|  | 2021年1月10日 メルセデス・ベンツ・スーパードーム | 2021年1月10日 メルセデス・ベンツ・スーパードーム | 2021年1月10日 メルセデス・ベンツ・スーパードーム | 5                            | バッカニアーズ                   | 30                               |                                  |                            |            |    |                                  |                                  |                                  |  |  |                                           |                                           |                                           |
|  | 2021年1月10日 メルセデス・ベンツ・スーパードーム | 2021年1月10日 メルセデス・ベンツ・スーパードーム | 2021年1月10日 メルセデス・ベンツ・スーパードーム |                              | 2                                | セインツ                         | 20                               |                            |            |    |                                  |                                  |                                  |  |  |                                           |                                           |                                           |
|  | 2021年1月10日 メルセデス・ベンツ・スーパードーム | 2021年1月10日 メルセデス・ベンツ・スーパードーム | 2021年1月10日 メルセデス・ベンツ・スーパードーム |                              | 2                                | セインツ                         | 20                               |                            |            |    |                                  |                                  |                                  |  |  |                                           |                                           |                                           |
|  | 7                                                | ベアーズ                                         | 9                                                | NFC                          | NFC                              | NFC                              |                                  |                            |            |    |                                  |                                  |                                  |  |  |                                           |                                           |                                           |
|  | 7                                                | ベアーズ                                         | 9                                                | NFC                          | NFC                              | NFC                              |                                  |                            |            |    |                                  |                                  |                                  |  |  |                                           |                                           |                                           |
|  | 2                                                | セインツ                                         | 21                                               |                              | 1月16日 ランボー・フィールド     | 1月16日 ランボー・フィールド     | 1月16日 ランボー・フィールド     |                            |            |    |                                  |                                  |                                  |  |  |                                           |                                           |                                           |
|  | 2                                                | セインツ                                         | 21                                               |                              | 1月16日 ランボー・フィールド     | 1月16日 ランボー・フィールド     | 1月16日 ランボー・フィールド     |                            |            |    |                                  |                                  |                                  |  |  |                                           |                                           |                                           |
|  | 2021年1月9日 ルーメン・フィールド                | 2021年1月9日 ルーメン・フィールド                | 2021年1月9日 ルーメン・フィールド                | 5                            | 1月16日 ランボー・フィールド     | 1月16日 ランボー・フィールド     | 1月16日 ランボー・フィールド     | バッカニアーズ             | 31         |    |                                  |                                  |                                  |  |  |                                           |                                           |                                           |
|  | 2021年1月9日 ルーメン・フィールド                | 2021年1月9日 ルーメン・フィールド                | 2021年1月9日 ルーメン・フィールド                | 5                            | 1月16日 ランボー・フィールド     | 1月16日 ランボー・フィールド     | 1月16日 ランボー・フィールド     | バッカニアーズ             | 31         |    |                                  |                                  |                                  |  |  |                                           |                                           |                                           |
|  | 2021年1月9日 ルーメン・フィールド                | 2021年1月9日 ルーメン・フィールド                | 2021年1月9日 ルーメン・フィールド                |                              | 1月16日 ランボー・フィールド     | 1月16日 ランボー・フィールド     | 1月16日 ランボー・フィールド     | 1                          | パッカーズ | 26 |                                  |                                  |                                  |  |  |                                           |                                           |                                           |
|  | 2021年1月9日 ルーメン・フィールド                | 2021年1月9日 ルーメン・フィールド                | 2021年1月9日 ルーメン・フィールド                |                              | 1月16日 ランボー・フィールド     | 1月16日 ランボー・フィールド     | 1月16日 ランボー・フィールド     | 1                          | パッカーズ | 26 |                                  |                                  |                                  |  |  |                                           |                                           |                                           |
|  | 2021年1月9日 ルーメン・フィールド                | 2021年1月9日 ルーメン・フィールド                | 2021年1月9日 ルーメン・フィールド                | NFCチャンピオンシップ        | 1月16日 ランボー・フィールド     | 1月16日 ランボー・フィールド     | 1月16日 ランボー・フィールド     |                            |            |    |                                  |                                  |                                  |  |  |                                           |                                           |                                           |
|  | 2021年1月9日 ルーメン・フィールド                | 2021年1月9日 ルーメン・フィールド                | 2021年1月9日 ルーメン・フィールド                |                              | 1月16日 ランボー・フィールド     | 1月16日 ランボー・フィールド     | 1月16日 ランボー・フィールド     |                            |            |    |                                  |                                  |                                  |  |  |                                           |                                           |                                           |
|  | 2021年1月9日 ルーメン・フィールド                | 2021年1月9日 ルーメン・フィールド                | 2021年1月9日 ルーメン・フィールド                |                              | 1月16日 ランボー・フィールド     | 1月16日 ランボー・フィールド     | 1月16日 ランボー・フィールド     |                            |            |    |                                  |                                  |                                  |  |  |                                           |                                           |                                           |
|  | 6                                                | ラムズ                                           | 30                                               |                              | 1月16日 ランボー・フィールド     | 1月16日 ランボー・フィールド     | 1月16日 ランボー・フィールド     |                            |            |    |                                  |                                  |                                  |  |  |                                           |                                           |                                           |
|  | 6                                                | ラムズ                                           | 30                                               | 6                            | ラムズ                           | 18                               |                                  |                            |            |    |                                  |                                  |                                  |  |  |                                           |                                           |                                           |
|  | 3                                                | シーホークス                                     | 20                                               | 6                            | ラムズ                           | 18                               |                                  |                            |            |    |                                  |                                  |                                  |  |  |                                           |                                           |                                           |
|  | 3                                                | シーホークス                                     | 20                                               | 1                            | パッカーズ                       | 32                               |                                  |                            |            |    |                                  |                                  |                                  |  |  |                                           |                                           |                                           |
|  |                                                  |                                                  |                                                  | 1                            | パッカーズ                       | 32                               |                                  |                            |            |    |                                  |                                  |                                  |  |  |                                           |                                           |                                           |
|  |                                                  |                                                  |                                                  |                              |                                  |                                  |                                  |                            |            |    |                                  |                                  |                                  |  |  |                                           |                                           |                                           |
|  |                                                  |                                                  |                                                  |                              |                                  |                                  |                                  |                            |            |    |                                  |                                  |                                  |  |  |                                           |                                           |                                           |
|  |                                                  |                                                  |                                                  |                              |                                  |                                  |                                  |                            |            |    |                                  |                                  |                                  |  |  |                                           |                                           |                                           |
|  |                                                  |                                                  |                                                  |                              |                                  |                                  |                                  |                            |            |    |                                  |                                  |                                  |  |  |                                           |                                           |                                           |